# Alumanur de liti
L'alumanur de liti, també anomenat hidrur d'alumini i liti, és un compost iònic format per anions alumanur, {\displaystyle {\ce {AlH4^-}}}, i cations liti, {\displaystyle {\ce {Li^+}}}, de fórmula {\displaystyle {\ce {LiAlH4}}}. S'utilitza en la síntesi d'altres productes químics, com a catalitzador de polimerització, com a font d'hidrogen, {\displaystyle {\ce {H2}}}, i com a propulsor. Reacciona violentament amb l'aigua, alliberant hidrogen.

## Història
Fou descobert el 1947 per A.E. Finholt, A.C. Bond i H.I. Schlesinger de la Universitat de Chicago, durant una investigació sobre els hidrurs de bor.

## Propietats

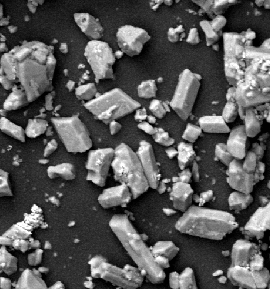
Imatge de microscopi SEM de la pols de LiAlH4

El {\displaystyle {\ce {LiAlH4}}} és un sòlid blanc, però en les preparacions comercials es presenta lleugerament gris a causa de petites quantitats de contaminants. Aquest material es pot purificar per recristal·lització en dietilèter. El material pur és pirofòric però no els seus grans cristalls.
Es descompon lentament per a donar {\displaystyle {\ce {Li3AlH6}}} i hidrur de liti, {\displaystyle {\ce {LiH}}}. Si s'escalfa no es fon sinó que, a uns 150 °C, es descompon.
És molt soluble en dietilèter (23 %) i soluble en altres dissolvents orgànics, com el tetrahidrofurà (11,5 %), el dibutilèter (2 %) i poc en dioxà (0,1 %).
El {\displaystyle {\ce {LiAlH4}}} reacciona violentament amb l'aigua, incloent-hi la de la humitat atmosfèrica, amb despreniment d'hidrogen, la qual cosa proporciona un mètode útil per generar hidrogen en el laboratori. L'equació d'aquesta reacció és:
{\displaystyle {\ce {LiAlH4 + 4 H2O -> LiOH + Al(OH)3 + 4 H2}}}

## Estructura

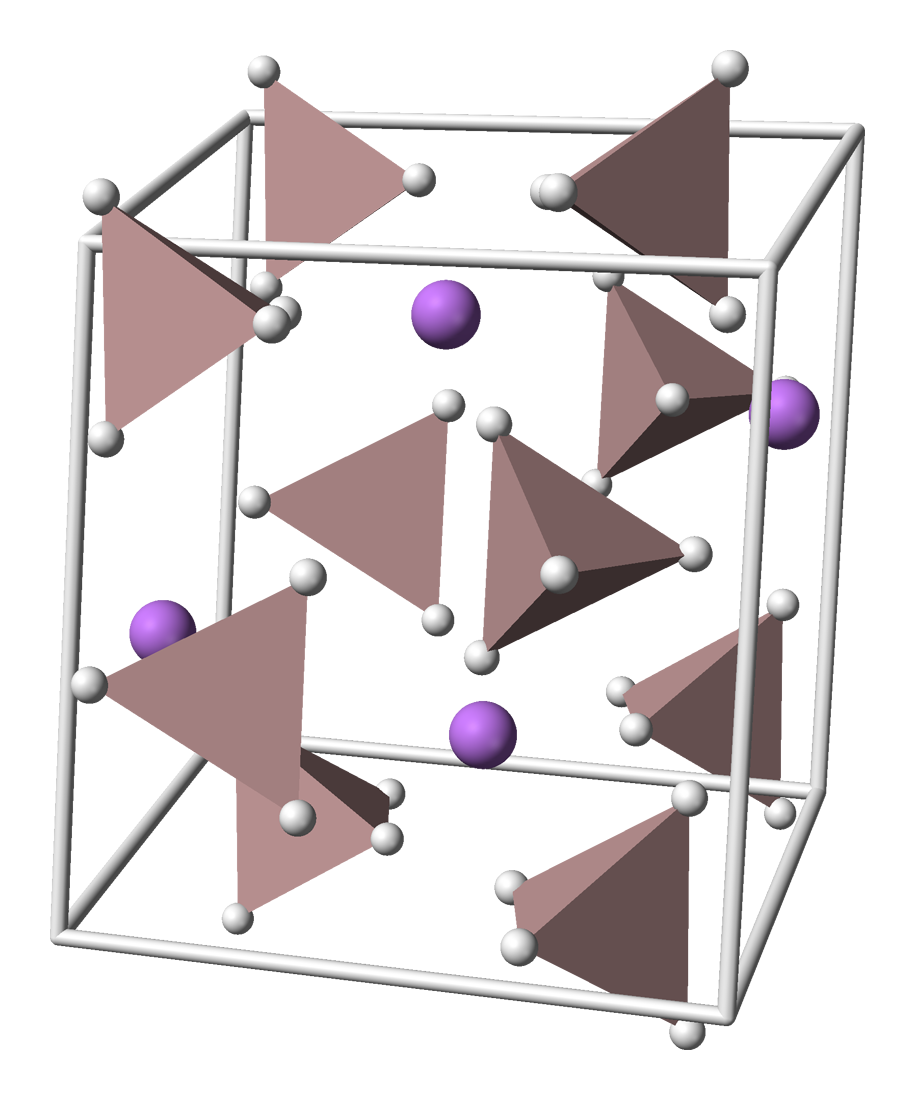
Estructura cristal·lina del \alpha-LiAlH4; Els cations Li^+ es representen de color porpra i els tetraedres de AlH4^- són marrons.

Els anions alumanur, {\displaystyle {\ce {AlH4^-}}}, tenen estructura tetragonal amb un àtom d'alumini enllaçat mitjançant enllaços covalents a quatre hidrògens situats als quatre vèrtexs del tetraedre. Aquest anió interacciona mitjançant atracció electroestàtica amb els cations liti, {\displaystyle {\ce {Li^+}}}.
A temperatura ambient i pressió atmosfèrica el {\displaystyle {\ce {LiAlH4}}} es presenta en forma de sòlid que cristal·litza en el grup monoclínic P21/c, i s'anomena forma {\displaystyle {\ce {\alpha-LiAlH4}}}, que conté quatre grups {\displaystyle {\ce {LiAlH4}}} en la cel·la unitat. Si s'incrementa la pressió a 2,6 GPa es transforma en la forma {\displaystyle {\ce {\beta-LiAlH4}}} d'estructura tetragonal (grup espacial I41/a), amb només dos grups {\displaystyle {\ce {LiAlH4}}} en la cel·la unitat. A uns 33,86 GPa s'obté la forma {\displaystyle {\ce {\gamma-LiAlH4}}} amb quatre grups {\displaystyle {\ce {LiAlH4}}} dins la cel·la unitat d'estructura ortoròmbica (grup espacial Pmna).

## Preparació
La primera síntesi del {\displaystyle {\ce {LiAlH4}}} fou mitjançant la reacció entre hidrur de liti, {\displaystyle {\ce {LiH}}}, i clorur d'alumini, {\displaystyle {\ce {AlCl3}}}:
{\displaystyle {\ce {4LiH + AlCl3 -> LiAlH4 + 3 LiCl}}}
Actualment, la síntesi industrial utilitza sodi, alumini i hidrogen a gran pressió i temperatura per a produir l'alumanur de sodi, {\displaystyle {\ce {NaAlH4}}}. Posteriorment, es tracta amb clorur de liti, {\displaystyle {\ce {LiCl}}}, dissolt en dietilèter per obtindre el {\displaystyle {\ce {LiAlH4}}}:
{\displaystyle {\ce {Na + Al + 2 H2 -> NaAlH4}}}{\displaystyle {\ce {NaAlH4 + LiCl -> LiAlH4 + NaCl}}}

## Aplicacions
Es fa servir molt en la química orgànica com agent reductor. Sovint com a solució en dietilèter i tractat amb àcid convertirà èsters, àcids carboxílics, clorurs d'acil, aldehids i cetones en els seus corresponents alcohols. De manera similar converteix l'amida, compostos nitro, nitril, imines, oximes, i azides en amines.
El {\displaystyle {\ce {LiAlH4}}} s'usa comunament per reduir els èsters i àcids carboxílics a alcohols primaris; abans de la utilització de {\displaystyle {\ce {LiAlH4}}} era una conversió difícil.
En química inorgànica el {\displaystyle {\ce {LiAlH4}}} es fa servir molt per preparar hidrurs de metall a partir dels corresponents halurs.
També s'han investigat com a possible acumulador d'hidrogen.